# Lynzee Klingman
Lynzee Klingman est une monteuse américaine, née le 31 décembre 1943  à Chicago (Illinois).

## Filmographie
- 1968 : Vietnam, année du Cochon (In the Year of the Pig)
- 1974 : Le Cœur et l'esprit (Hearts and Minds)
- 1975 : Vol au-dessus d'un nid de coucou (One Flew Over the Cuckoo's Nest)
- 1977 : Un petit mélo dans la tête (You Light Up My Life) de Joseph Brooks
- 1978 : Almost Summer
- 1980 : Gilda Live
- 1981 : Sanglantes confessions (True Confessions)
- 1985 : Maxie
- 1987 : Baby Boom
- 1989 : La Guerre des Rose (The War of the Roses)
- 1991 : Le Petit Homme (Little Man Tate)
- 1992 : Et au milieu coule une rivière (A River Runs Through It)
- 1992 : Hoffa
- 1994 : Picture Bride
- 1995 : Alerte ! (Outbreak)
- 1995 : Week-end en famille (Home for the Holidays)
- 1996 : Matilda
- 1998 : Du venin dans les veines (Hush)
- 1998 : La Cité des anges (City of Angels)
- 1998 : D'une vie à l'autre (Living Out Loud)
- 1999 : Man on the Moon
- 2000 : Panic
- 2001 : South Pacific (téléfilm)
- 2001 : Ali
- 2003 : 1 duplex pour 3 (Duplex)
- 2006 : Entre deux rives (The Lake House)